# Dungarpur (huyện)
Huyện Dungarpur là một huyện thuộc bang Rajasthan, Ấn Độ. Thủ phủ huyện Dungarpur đóng ở Dungarpur. Huyện Dungarpur có diện tích 3770 ki lô mét vuông. Đến thời điểm năm 2001, huyện Dungarpur có dân số 1107037 người.